# 意外にマンゴー
「意外にマンゴー」（いがいにマンゴー）は、日本の女性アイドルグループ・SKE48の楽曲。作詞は秋元康、作曲は原田雄一が担当した。2017年7月19日に、SKE48の21作目のシングルとしてエイベックス・エンタテインメント（avex trax）から発売された。楽曲のセンターポジションは小畑優奈が務めた。

## 背景とリリース
前作「金の愛、銀の愛」から11か月ぶりで、2017年に発売された唯一のシングル。
選抜メンバーは前作から2名減の16名で、小畑優奈、北野瑠華、矢作有紀奈の3名が初選抜となり、小畑は初選抜にしてセンターを務める。前作の選抜メンバーからは、2017年3月31日に卒業した東李苑のほか、大矢真那、斉藤真木子、谷真理佳、二村春香が外れた。直近発売のアルバム『革命の丘』のリード曲「夏よ、急げ!」の選抜メンバーからは先の大矢、斉藤、谷のほか松村香織が外れている。
リリース発表は、2017年6月5日の研究生公演終演後にサプライズで行われ、選抜メンバー全員が登場した。同年6月22日にSKE48劇場で行われた『総選挙感謝公演〜まずはありがとう!話はそれからだ〜』において「意外にマンゴー」が初披露された。
本曲のタイトルに乗じて、マンゴーに関するタイアップが活発に行われた。2017年7月13日にはメンバーの大場美奈が宮崎県日南市マンゴー町（南郷町）の1日マンゴー町長に就任し、SKE48としては同14日に任命式が行われた「沖縄マンゴー大使」に任命された。ういろうの製造・販売で知られる青柳総本家とのコラボレーション商品「青柳ういろう マンゴー味」が季節限定で販売された。また、本来正式なコラボレーションではなかったが、フレッシュネスバーガーの「マンゴーバーガー」のキャンペーンとして、Twitter上での盛り上がりに乗じ、「意外にマンゴー」と注文すると商品代金が半額になるという企画が一部店舗において実施された。
Type-Dのカップリングには、大矢真那の卒業曲であるソロ曲「永遠のレガシー」が収録されている。

## アートワーク
| Type-A 表 | 小畑優奈・古畑奈和・松井珠理奈                     |
| Type-A 裏 | チームSメンバー15人                                |
| Type-B 表 | 木本花音・熊崎晴香・須田亜香里・日高優月           |
| Type-B 裏 | チームKIIメンバー18人                              |
| Type-C 表 | 大場美奈・北川綾巴・北野瑠華・後藤楽々・惣田紗莉渚 |
| Type-C 裏 | チームEメンバー16人                                |
| Type-D 表 | 江籠裕奈・高柳明音・竹内彩姫・矢作有紀奈           |
| Type-D 裏 | 大矢真那                                           |
| 劇場盤 表 | 「意外にマンゴー」選抜メンバー16名                 |

## ミュージック・ビデオ
意外にマンゴー
「意外にマンゴー」のミュージック・ビデオ (MV) は2017年5月に「台湾のハワイ」とも称される澎湖（ポンフー）諸島で撮影が行われた。MVのテーマは「団結」である。撮影地に到着したメンバーたちは数枚のポンフー各所の風景写真を渡され、演出や構成をメンバー自身で考案することになり、戸惑いつつも作戦会議を開始する。
- 作戦会議

渡された写真を手がかりに、メンバーそれぞれがやりたいことや、アイデアを提案していくシーン。小畑は「ビーチでみんなが円を作って、その中心からドローンが飛んでいく撮影がしたいです」と提案した。このシーンでのメンバーは私服である。
- ポンフー市街（馬公老街または中央街）

ここから制服に着替えてポンフー市街でのロケが開始した。中央街（馬公老街）では、メンバーの高柳明音がスチール撮影を担当した。
- 強き者よ

松井珠理奈のアイデアを具現化したこのシーンでは、先輩・中堅・後輩の3チームに分かれ、SKE48の楽曲「強き者よ」を踊る。「先輩メンバーから若手メンバーへ、SKE48の歴史を絶えず受け継いでいく」との思いが込められている。
- 通梁保安宮

白沙郷にある、ガジュマルに覆われた神秘的な寺院・通梁保安宮（トンリャン バオアンゴン）では、大きなガジュマルの木陰でメンバーが1列になって歩くシーンを撮影。ここでも高柳がカメラを担当した。
- 紙飛行機

二崁古厝（アーカン グーツオ）での撮影終了後、江籠裕奈が提案した、バスでの移動中に折った紙飛行機を飛ばすというシーンであったが、強風が影響してうまく飛ばすことはできなかった。
- 吉貝沙尾

MVのハイライトとなったのが「吉貝沙尾（ジーベイ サーウェイ）」という330度が海に囲まれたビーチでの撮影で、イエロー基調の水着に着替えたメンバーのダンス、リップシーンが収められた。終盤でドローンを使用した撮影が行われ、砂浜に座るメンバーが順番に手をつないでいく場面が映し出される。
- 花火

春から初夏にかけてのポンフーの風物詩となっている花火大会（澎湖國際海上花火節）の様子がMVの締めくくりとなっている。
MV監督は中村哲平が担当した。

## メディアでの使用
パーティーには行きたくない
アイア「COCODEAL × SKE48 大矢真那」「RD × SKE48 後藤理沙子」CMソング。
奇跡の流星群
アイア『SKE48 Passion For You』CMソング。
円を描く
アイア「RENAI KEIKAKU × SKE48 荒井優希」CMソング。
オレトク
アイア「Stola. × SKE48 菅原茉椰」CMソング。

## シングル収録トラック

### Type-A
| #         | タイトル                                 | 作詞      | 作曲       | 編曲      | 時間  |
| --------- | ---------------------------------------- | --------- | ---------- | --------- | ----- |
| 1.        | 「意外にマンゴー」                       | 秋元康    | 原田雄一   | APAZZI    | 04:03 |
| 2.        | 「パーティーには行きたくない」(Team S)   | 秋元康    | 木之下慶行 | 佐々木裕  | 04:15 |
| 3.        | 「奇跡の流星群」(Passion For You選抜)    | 秋元康    | aokado     | aokado    | 04:23 |
| 4.        | 「意外にマンゴー off vocal」             |           | 原田雄一   | APAZZI    | 04:03 |
| 5.        | 「パーティーには行きたくない off vocal」 |           | 木之下慶行 | 佐々木裕  | 04:15 |
| 6.        | 「奇跡の流星群 off vocal」               |           | aokado     | aokado    | 04:22 |
| 合計時間: | 合計時間:                                | 合計時間: | 合計時間:  | 合計時間: | 25:21 |

| #  | タイトル                                                              | 作詞 | 作曲・編曲 | 監督     |
| -- | --------------------------------------------------------------------- | ---- | ---------- | -------- |
| 1. | 「意外にマンゴー Music Video」                                        |      |            | 中村哲平 |
| 2. | 「パーティーには行きたくない Music Video」                            |      |            | 園田俊郎 |
| 3. | 「「意外にマンゴー」密着ドキュメンタリーin台湾 〜センター小畑優奈〜」 |      |            |          |

### Type-B
| #         | タイトル                              | 作詞      | 作曲       | 編曲           | 時間  |
| --------- | ------------------------------------- | --------- | ---------- | -------------- | ----- |
| 1.        | 「意外にマンゴー」                    | 秋元康    | 原田雄一   | APAZZI         | 04:03 |
| 2.        | 「円を描く」(Team KII)                | 秋元康    | 田垣内孝治 | 野中“まさ”雄一 | 03:34 |
| 3.        | 「奇跡の流星群」(Passion For You選抜) | 秋元康    | aokado     | aokado         | 04:23 |
| 4.        | 「意外にマンゴー off vocal」          |           | 原田雄一   | APAZZI         | 04:03 |
| 5.        | 「円を描く off vocal」                |           | 田垣内孝治 | 野中“まさ”雄一 | 03:34 |
| 6.        | 「奇跡の流星群 off vocal」            |           | aokado     | aokado         | 04:22 |
| 合計時間: | 合計時間:                             | 合計時間: | 合計時間:  | 合計時間:      | 24:00 |

| #  | タイトル                                    | 作詞 | 作曲・編曲 | 監督     |
| -- | ------------------------------------------- | ---- | ---------- | -------- |
| 1. | 「意外にマンゴー Music Video」              |      |            | 中村哲平 |
| 2. | 「円を描く Music Video」                    |      |            | スミス   |
| 3. | 「SKE48劇場デビュー8周年特別記念公演 前編」 |      |            |          |

### Type-C
| #         | タイトル                              | 作詞      | 作曲         | 編曲               | 時間  |
| --------- | ------------------------------------- | --------- | ------------ | ------------------ | ----- |
| 1.        | 「意外にマンゴー」                    | 秋元康    | 原田雄一     | APAZZI             | 04:03 |
| 2.        | 「オレトク」(Team E)                  | 秋元康    | 理沙、福田智 | サイトウリョースケ | 03:36 |
| 3.        | 「奇跡の流星群」(Passion For You選抜) | 秋元康    | aokado       | aokado             | 04:23 |
| 4.        | 「意外にマンゴー off vocal」          |           | 原田雄一     | APAZZI             | 04:03 |
| 5.        | 「オレトク off vocal」                |           | 理沙、福田智 | サイトウリョースケ | 03:36 |
| 6.        | 「奇跡の流星群 off vocal」            |           | aokado       | aokado             | 04:22 |
| 合計時間: | 合計時間:                             | 合計時間: | 合計時間:    | 合計時間:          | 24:04 |

| #  | タイトル                                    | 作詞 | 作曲・編曲 | 監督     |
| -- | ------------------------------------------- | ---- | ---------- | -------- |
| 1. | 「意外にマンゴー Music Video」              |      |            | 中村哲平 |
| 2. | 「オレトク Music Video」                    |      |            | 黒川祥志 |
| 3. | 「SKE48劇場デビュー8周年特別記念公演 後編」 |      |            |          |

### Type-D
| #         | タイトル                              | 作詞      | 作曲      | 編曲      | 時間  |
| --------- | ------------------------------------- | --------- | --------- | --------- | ----- |
| 1.        | 「意外にマンゴー」                    | 秋元康    | 原田雄一  | APAZZI    | 04:04 |
| 2.        | 「永遠のレガシー」(大矢真那)          | 秋元康    | u-whichi  | u-whichi  | 03:57 |
| 3.        | 「奇跡の流星群」(Passion For You選抜) | 秋元康    | aokado    | aokado    | 04:23 |
| 4.        | 「意外にマンゴー off vocal」          |           | 原田雄一  | APAZZI    | 04:04 |
| 5.        | 「永遠のレガシー off vocal」          |           | u-whichi  | u-whichi  | 03:57 |
| 6.        | 「奇跡の流星群 off vocal」            |           | aokado    | aokado    | 04:22 |
| 合計時間: | 合計時間:                             | 合計時間: | 合計時間: | 合計時間: | 24:43 |

| #  | タイトル                                       | 作詞 | 作曲・編曲 | 監督     |
| -- | ---------------------------------------------- | ---- | ---------- | -------- |
| 1. | 「意外にマンゴー Music Video」                 |      |            | 中村哲平 |
| 2. | 「永遠のレガシー Music Video」                 |      |            | 中村太洸 |
| 3. | 「「永遠のレガシー」大矢真那ドキュメンタリー」 |      |            |          |

### 劇場盤
| #  | タイトル                              | 作詞   | 作曲     | 編曲   | 時間  |
| -- | ------------------------------------- | ------ | -------- | ------ | ----- |
| 1. | 「意外にマンゴー」                    | 秋元康 | 原田雄一 | APAZZI | 04:03 |
| 2. | 「夢の階段を上れ!」(研究生)           | 秋元康 | 朴優尊   | APAZZI |       |
| 3. | 「奇跡の流星群」(Passion For You選抜) | 秋元康 | aokado   | aokado | 04:24 |
| 4. | 「SKE48 21st Single Medley」          |        |          |        | 04:03 |
| 5. | 「意外にマンゴー off vocal」          |        | 原田雄一 | APAZZI |       |
| 6. | 「夢の階段を上れ! off vocal」         |        | 朴優尊   | APAZZI | 04:23 |
| 7. | 「奇跡の流星群 off vocal」            |        | aokado   | aokado |       |

## 選抜メンバー
- 江籠裕奈
- 大場美奈
- 小畑優奈
- 北川綾巴
- 北野瑠華
- 木本花音
- 熊崎晴香
- 後藤楽々
- 須田亜香里
- 惣田紗莉渚
- 高柳明音
- 竹内彩姫
- 日高優月
- 古畑奈和
- 松井珠理奈
- 矢作有紀奈